# Magloire Ngambia
Magloire Ngambia, né le 2 avril 1971 à Mounana, est un banquier et un homme politique gabonais.

## Biographie
Fils de diplomate, il séjourne en République démocratique du Congo et en Roumanie pendant son enfance. Il étudie en sciences économiques à l’université Omar-Bongo, puis se spécialise en finance à l’Institut national des sciences de gestion du Gabon. En 2002, il entre à la Banque des États de l'Afrique centrale (BEAC), s'installe à Yaoundé puis devient directeur adjoint du département des investissements de la banque en 2007. À ce poste, il gère les projets immobiliers de la BEAC, supervisant notamment la construction de son siège à Libreville.
En 2009, à la mort d'Omar Bongo, son fils Ali prend le pouvoir et nomme Magloire Ngambia ministre de l'Économie. En 2012, il est nommé à la tête du superministère de la Promotion des investissements, des Transports, des Travaux publics, de l’Habitat, du Tourisme et de l’Aménagement du territoire. Son influence devient alors considérable. En 2014, il est dans le classement des « 50 qui font le Gabon » de Jeune Afrique.
Cependant, dès 2014, son ministère est privé de la Promotion des investissements. Le 11 septembre 2015, il est déchu de son poste ministériel et nommé conseiller à la présidence.
Le 10 janvier 2017, il est arrêté dans le cadre de l'enquête sur l'«affaire Santullo», du nom d'un homme d'affaires italien qui réclame des centaines de millions d'euros à l'État gabonais. Magloire Ngambia est soupçonné de violations des procédures d’attribution des marchés.